# Идиом-неутраль
Идиом-неутраль (самоназвание — idiom neutral — «нейтральный язык»; иногда неутрал, неутраль) — международный искусственный язык, созданный Академией волапюка в 1893—1898 годах под руководством В. К. Розенбергера (Санкт-Петербург). Название впервые встречается в письме Розенбергера Н. К. Склифосовскому: idiom neutral, in kel mi skrib ist letr («нейтральный язык, на котором я пишу это письмо»). В официальных резолюциях Академии первоначально назывался «язык Академии» или «академический язык» (pük Kadema, pük kademik на волапюке, lingu de Akademi, lingu academian на неутрале).

## Особенности проекта
Один из первых последовательно апостериорных языков, основанных на научном отборе интернациональной лексики и грамматических элементов. Систематическому сравнению были подвергнуты семь контрольных языков: английский, французский, немецкий, испанский, итальянский, русский, латинский. В результате было выявлено около 11000 международных лексем, составивших словарь В. К. Розенбергера. В языке отсутствуют морфологические априоризмы, характерные для схематических языков, однако допускаются сочетания морфем, отсутствующие в языках-источниках: reakt-asion 'реакция', elektrik-itet 'электричество'. По этому признаку идиом-неутраль не является собственно натуралистическим языком и должен быть отнесен к гипосхематической подгруппе автономных языков. Вместе с тем с 1897 г. словарь идиом-неутраля включал дублетные пары: собственные словобразования и заимствованные интернациональные синонимы, образованные от тех же корней по правилам естественных языков и неразложимые с точки зрения грамматики идиом-неутраля («маккенсеновские слова», paroli mackensenik): anuik — anual 'годовой', infektasion — infeksion 'инфекция'.

## Примеры
- Praktik av monstred, ke Idiom Neutral es facile komprendabl et sine aprendasion anterior; sikause on potes korespondar neutrale ko omnihom kultived.

(Практика показала, что идиом-неутраль легко понятен даже без предварительного изучения; по этой причине можно переписываться на неутрале со всеми образованными людьми.)
- Publikasion de idiom neutral interesero votr filio, kel kolekt postmarki, kause ist idiom es lingu praktikal pro korespondad ko kolektatori in otr landi.

(Публикация идиом-неутраля заинтересует Вашего сына, коллекционирующего почтовые марки, потому что этот язык — практический язык для переписки с коллекционерами в других странах.)
| B. Mackensen. Po sent anui (1897) | Б. Маккенсен. Через сто лет |
| --- | --- |
| Omni insepult esero Po sent anui. On de nos no lakrimera Po sent anui. Ma in kampi, laborant, E in strad, perambulant, Otr homi on visero. Gaudie ornit kantero Laud a sol ankor lumant Po sent anui. | Всe в могиле будут Через сто лет. О нас не будут плакать Через сто лет. Но в полях, работая, И на улице, прогуливаясь, Покажутся другие люди. Весело птица пропоёт Хвалу солнцу, ещё светящему, Через сто лет. |

«Отче наш»:
| Оригинальный идиом-неутраль | Неутраль, реформированный в 1907 году Эдгаром де Валем |
| --- | --- |
| Nostr patr kel es in sieli! ke votr nom es sanctifiked; ke votr regnia veni; ke votr volu es fasied, kuale in siel, tale et su ter. Dona sidiurne a noi nostr pan omnidiurnik; e pardona (a) noi nostr debti, kuale et noi pardon a nostr debtatori; e no induka noi in tentasion, ma librifika noi da it mal. | Nostr Patr, qui es in cieli. Que votr nom es sanctificat, que votr regnia veni. Que votr voluntat es facit quale in ciel tale anque su terr. Dona nos hodie nostr pan quotidian, e pardona nos nostr debti quale anque noi pardona nostr debenti e non induca nos in tentasion ma librifica nos da it mal. |